# Amīrābād-e ‘Olyā
Amīrābād-e ‘Olyā (persiska: امیر آباد علیا, Amīrābād-e Bālā) är en ort i Iran.   Den ligger i provinsen Kerman, i den sydöstra delen av landet, 1 000 km sydost om huvudstaden Teheran. Amīrābād-e ‘Olyā ligger 564 meter över havet och antalet invånare är 452.
Terrängen runt Amīrābād-e ‘Olyā är platt. Runt Amīrābād-e ‘Olyā är det glesbefolkat, med 17 invånare per kvadratkilometer. Närmaste större samhälle är Maḩţūţābād, 3,3 km norr om Amīrābād-e ‘Olyā. Trakten runt Amīrābād-e ‘Olyā är ofruktbar med lite eller ingen växtlighet.